# Manufacture de Capodimonte
Pour les articles homonymes, voir Capodimonte.

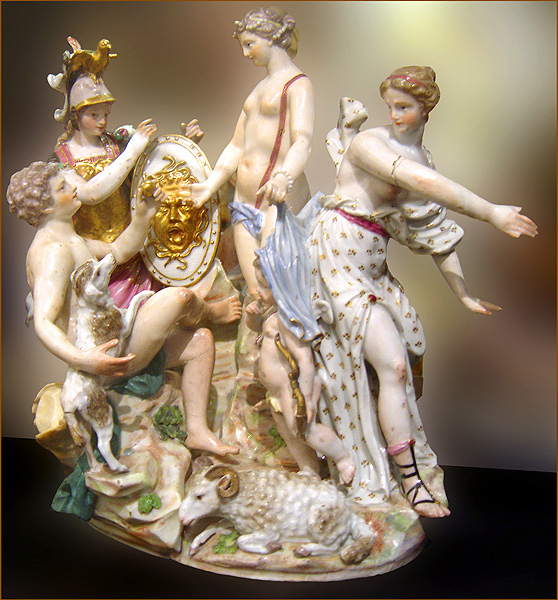
Filippo Tagliolini, Le jugement de Pâris, vers 1801, musées du Capitole, Rome.

La manufacture de Capodimonte est une manufacture royale de porcelaine qui a produit une porcelaine caractéristique, la porcelaine de Capodimonte, à Naples, de 1743 à 1820. 
Influencée par la porcelaine de Meissen, elle est célèbre pour sa production de personnages et ses fleurs décoratives appliquées sur des tasses ou des vases.

## Real Fabricca di Capodimonte (1743-1759)

### Histoire
La manufacture ouvre ses portes, à Naples, en 1743 sous l'égide de Charles de Bourbon, roi de Naples et futur Charles III d'Espagne.  Avec sa femme, la reine Marie-Amélie, ils instituent la Manufacture royale de Capodimonte attenante au palais de Capodimonte, ancienne résidence royale d'été. À cette époque, le chimiste Livio Ottavio Schepers améliore la composition de la pâte tendre et, surtout, le sculpteur toscan Giuseppe Gricci, grand créateur de la plastique des modèles de Capodimonte, et le peintre de la cour de Parme, Giovanni Caselli, nommé directeur de la galerie de peinture de la fabrique de porcelaine, créent des œuvres d'art d'envergure, dont la plus importante est le boudoir de la reine Marie-Amélie entièrement décoré de porcelaines, des murs jusqu'aux lampes.
La manufacture bénéficie indirectement du mariage de Charles avec Marie-Amélie Walburge, fille de Frédéric Auguste III de Saxe, petit-fils du fondateur de la fabrique de Meissen, grâce aux prestigieuses porcelaines de Saxe qu'elle reçoit en cadeaux de noces.
La fabrique entre en activité en 1743, dans un édifice du parc de Capodimonte, au terme de longues expérimentations dans des locaux jouxtant le palais royal de Naples. La pâte tendre, sans kaolin, de Capodimonte contribue largement au succès de la production, malgré les difficultés causées par l'absorption difficilement contrôlable des décorations picturales sur l'émail et l'impossibilité de modeler les petits détails dans une pâte à haute fusibilité. Giovanni Caselli utilise la technique picturale à la pointe du pinceau typique des miniaturistes pour obtenir un effet de peinture « sous-verre ».
Lorsque Charles de Bourbon monte sur le trône d'Espagne, il fait démolir la manufacture sise au palais de Capodimonte pour la transférer en Espagne avec ses artistes et leur matériel. Une nouvelle production voit le jour à la Fabrique royale de porcelaine du Buen Retiro située à Madrid.

### Style

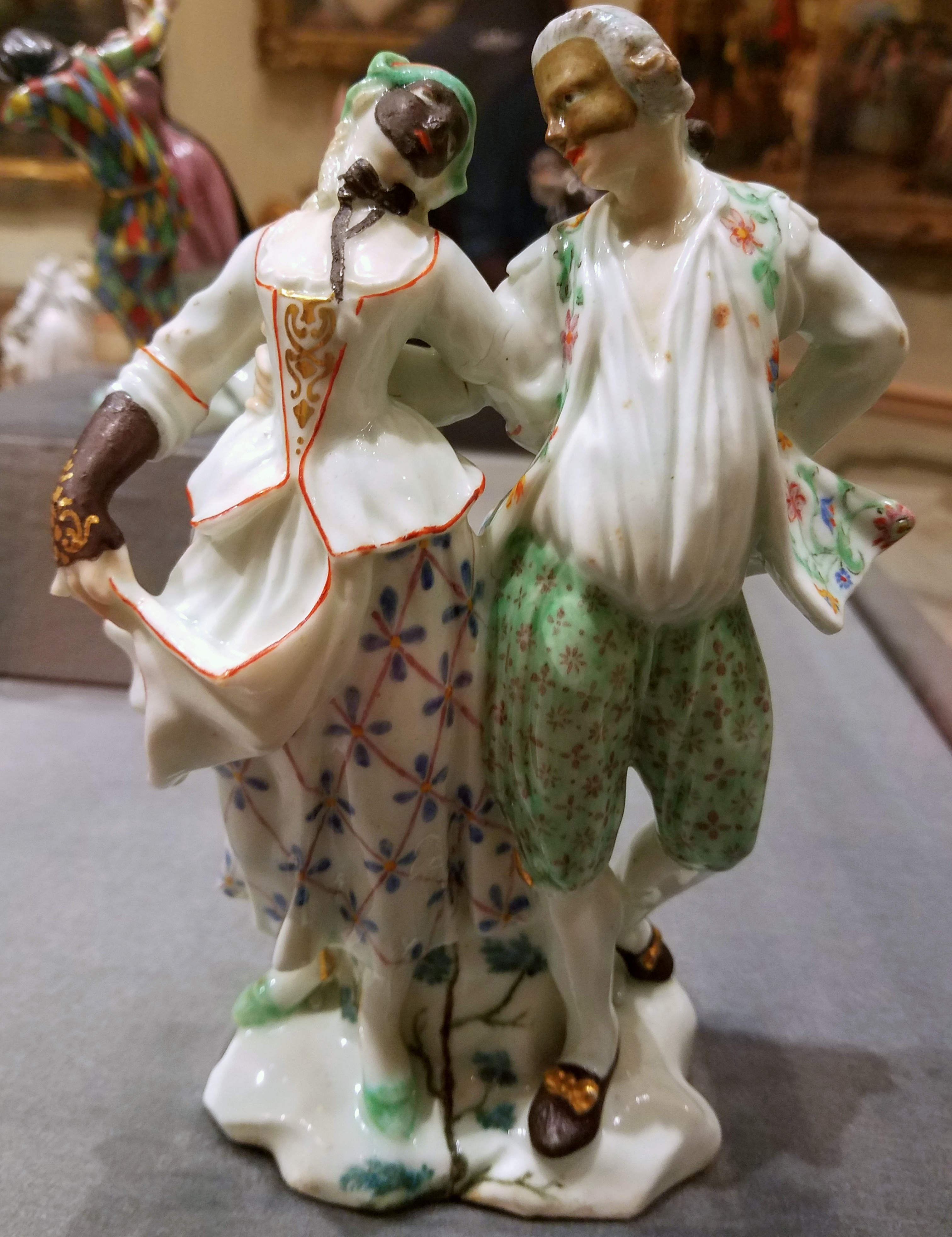
Giuseppe Gricci, Menuet, manufacture de Capodimonte, v. 1750, musée des Beaux-Arts (Boston).

Les frises les plus typiques sont les motifs floraux, les sujets à la Watteau, les bacchanales de putti et les natures mortes. Les fleurs appelées « coréennes » et les bouquets « Kakiemon » disposés asymétriquement sur le marli  figurent dans le vaste répertoire de la manufacture. La « branche fleurie », constitue une particularité de Capodimonte, une étrange composition d'une branche solitaire qui surgit d'une motte herbue, monte et s'ouvre en éventail, laissant s'échapper des fleurs d'espèces et de couleurs variées : pivoines pourpres, fleurs des champs bleues et campanules roses. 
Les figurines et les groupes de Giuseppe Gricci permettent à la manufacture de compter parmi les plus importantes d'Europe avec celles de Meissen, Nymphenburg et Sèvres. Sa production se distingue par la  manière dont les thèmes sont traités et par leur esprit baroque. Son œuvre comporte aussi des masques de théâtre où il réinterprète des sujets picturaux de Gian Domenico Ferretti. Ses séries sont souvent inspirées de Pietro Longhi, figurant le vécu quotidien des XVIIe et XVIIIe siècles, dans une vision poétique exempte d'humour et d'exagérations folkloriques.

### Marque de fabrique
Lys bourbon en bleu sous émail pour la vaisselle ; lys bourbon poinçonné sous les figurines plastiques. Les porcelaines de la manufactures ne sont souvent pas marquées.

## Real Fabbrica Ferdinandea (1771-1806)

### Histoire
Le 6 octobre 1759, après avoir nommé son fils Ferdinand, âgé de neuf ans, héritier du royaume de Naples et Sicile, Charles III embarque avec son épouse et ses enfants pour l'Espagne, emportant tout le matériel transportable de la fabrique de Capodimonte. Pendant l'enfance de Ferdinand, la régence est menée par Bernardo Tanucci et le prince Domenico Cattaneo. Jusqu'à sa majorité, Tanucci réussit à faire respecter le désir de Charles de ne pas reprendre le travail de la porcelaine à Naples, avant que le jeune roi n'invente des stratagèmes pour contourner la volonté de son père, la première des interdictions étant la fabrication de la porcelaine.
Avec la complicité du marquis Luca Ricci, directeur de la fabrique d'armes royale de Torre Annuciata, Ferdinand fait des expériences secrètes dans des locaux cachés à la lisière du parc du Reggia di Portici afin d'obtenir de la pâte de porcelaine. En 1772, lors du décès de Luca Ricci, un détournement de fonds destinés officiellement par Ferdinand à la fabrique d'armes, dépensés pour ces expériences, est découvert ; Charles est informé que la formule est au point et que la nouvelle manufacture ouvre.
Dirigée par Tommaso Perez, la Real Fabbrica Ferdinandea est active dès 1773, dans un bâtiment jouxtant le palais royal de Naples. La manufacture connaît son âge d'or à partir de 1780, après la mort de Perez, avec l'archéologue Domenico Venuti comme intendant et l'arrivée du sculpteur Filippo Taglioni. Pendant cette période, sont produits des services de table qui ornent la table du roi.

### Style

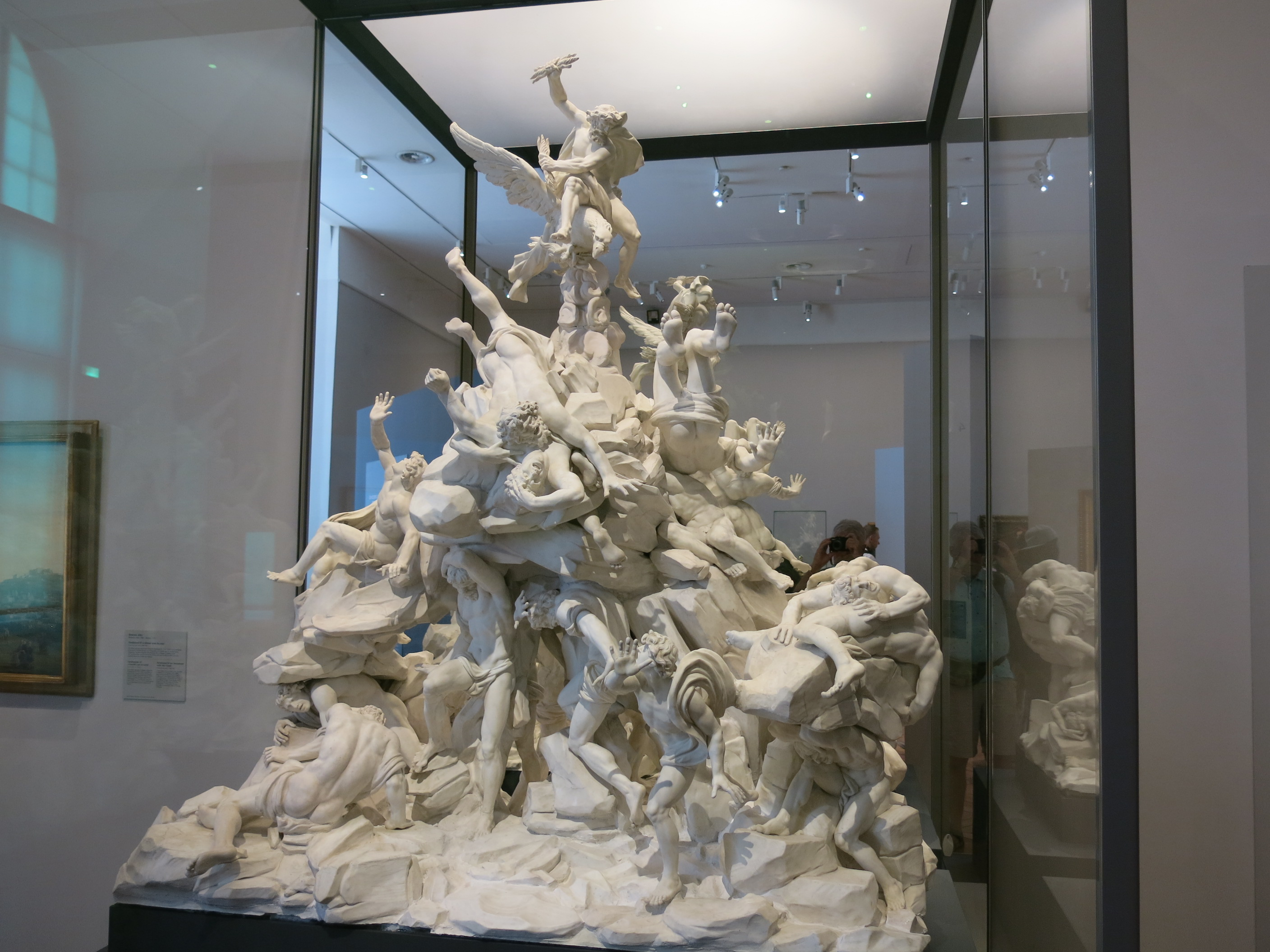
La Chute des Géants, 1785, musée de Capodimonte.

Filippo Taglioni produit en biscuit des compositions néoclassiques de son invention devenues célèbres et des reproductions fidèles de statues archéologiques provenant des fouilles d'Herculanum et de Pompéi, très recherchées par l'aristocratie napolitaine et les touristes du Grand Tour.
Cadeau de Ferdinand à Charles III, le « service d'Herculanum » est envoyé en Espagne en 1782, prototype de décoration qui est imité par toutes les manufactures européennes. Pour la première fois, la reproduction des fresques pompéiennes apparaissent sur des porcelaines, agrémentées de frises copiées sur des objets antiques en bronze.
Entre 1782 et 1785, Filippo Taglioni réalise la composition baroque de La Chute des Géants, qui devait meubler la salle des banquets.
À la fin du XVIIIe siècle, la manufacture développe des collections de céramiques antiques, notamment des services de style étrusque car ce style est recherché à cette époque par les riches particuliers. Un « service étrusque » est envoyé en cadeau à George III en 1787.
Vers 1788-1790, la fabrique, désireuse de se renouveler, explore le védutisme et les figures de paysans en costume traditionnel. En 1787, un premier « service des Costumes du Royaume » est réalisé, probablement pour le site royal de Carditello. Venuti conçoit entre 1793 et 1795, le « service des Vues de Naples » ou « service de l'Oie », pour les banquets officiels du Palais royal, connaissant la prédilection de Ferdinand IV pour le védutisme. Dès lors, la vue sur porcelaine rencontre un grand succès et fait l'objet d'une vaste production pendant toute la première partie du XIXe siècle, bien après la fermeture de la fabrique.

« Service de l'Oie », villa de Poggioreale
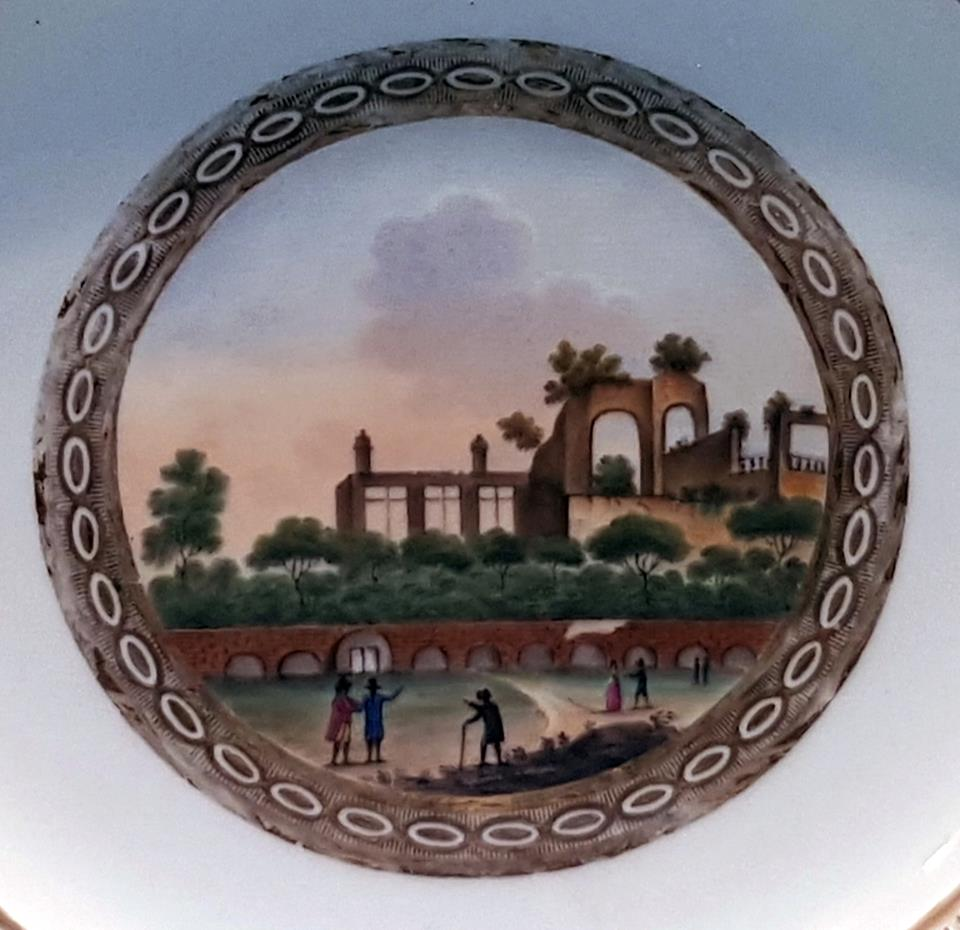
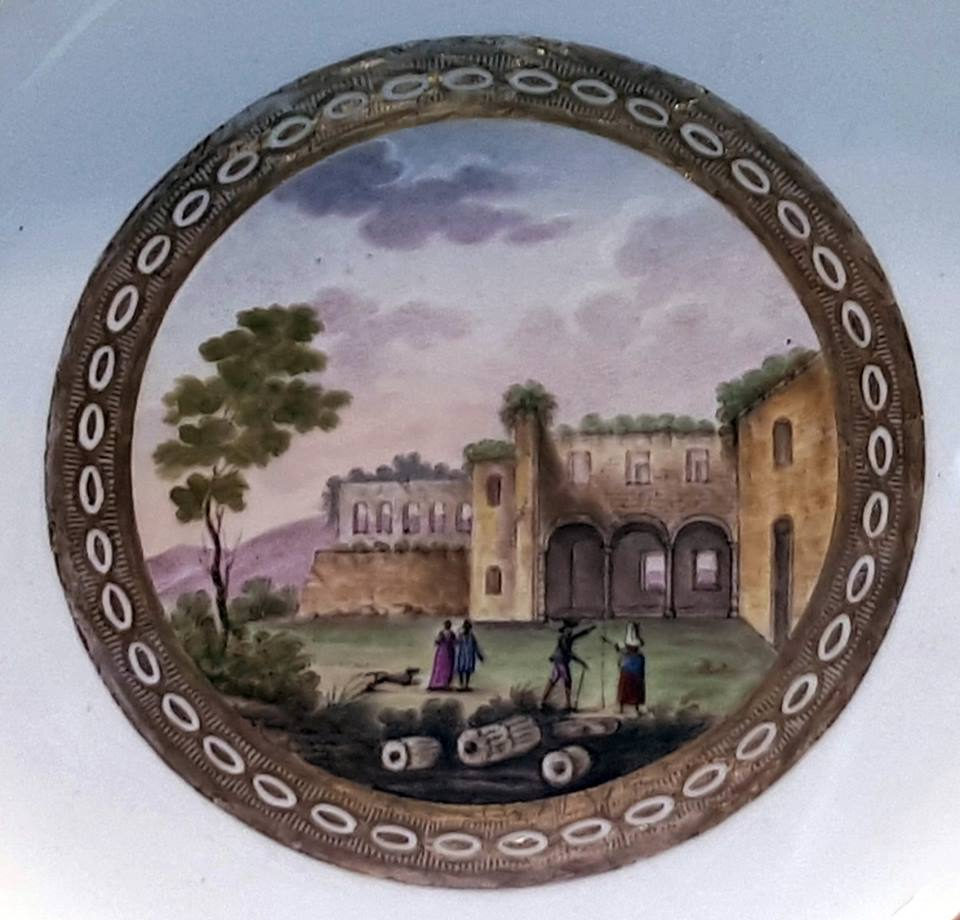
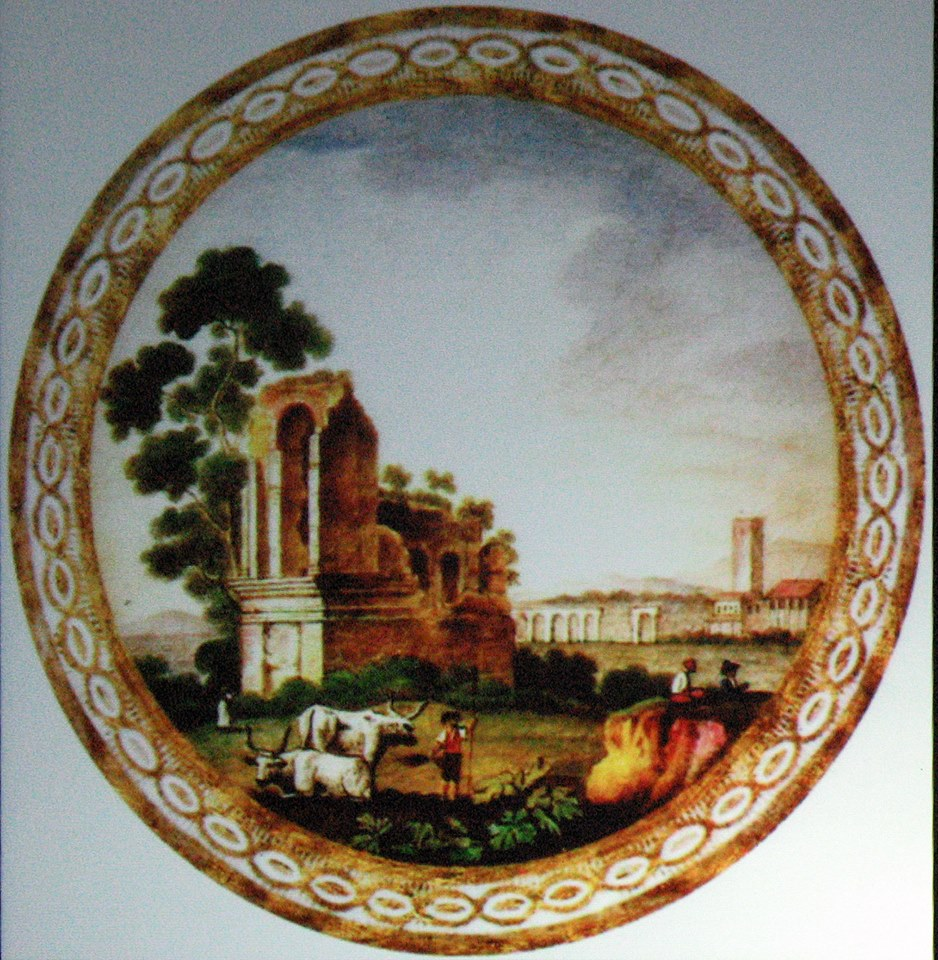

### Marque de fabrique
Jusqu'en 1790, la marque est le monogramme aux lettres enlacées FRF, pour Real Fabbrica Ferdinadea, peint en rouge ou en bleu par dessus l'émail. Après 1790, il est remplacé par un N couronné de bleu opposé sous l'émail.

## Période napoléonienne
Arrivé à Naples en 1806, Joseph Bonaparte fait fermer la fabrique. Le monopole de la porcelaine est cédé à une société privée, représentée par Jean Poulard Prad, contrainte à la faillite en 1820.
Au cours de la période napoléonienne, Murat préfère dépenser son argent dans les guerres impériales et entraîne un changement dans la production d'objets en porcelaine. L'important service de table n'intéressant pas le souverain français, la production s'oriente vers les objets décoratifs faits de fleurs qui sont plus prisés par la classe moyenne. C'est l'origine de ce style particulier appelé Capodimonte. La porcelaine de Capodimonte se distingue finalement par des tasses, vases et, plus généralement, par des objets comportant des fleurs. Tous sont décorés par des artistes napolitains expérimentés qui ont donné naissance aux premières usines artisanales.

## De la tradition aux temps modernes

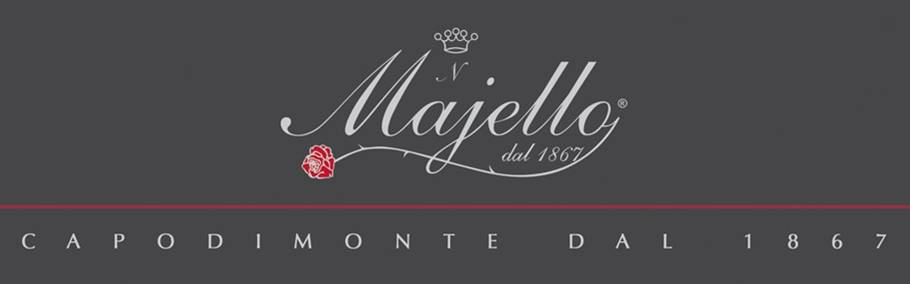
Marque de la manufacture Majello.

La porcelaine de Capodimonte a survécu au temps grâce à la créativité des artistes napolitains. De fait, les premiers artisanats sont apparus au cours de la seconde moitié du XIXe siècle. Chacun était géré par les membres de la famille. Alfonso Majello, élevé au rang de Cavaliere del Lavoro (« Chevalier du travail») fonde la manufacture Majello.
De nos jours, après quatre générations, le sculpteur Lucio Majello et ses fils perpétuent l'une des plus célèbres formes de l'art italien connue dans le monde entier grâce à la collection de pièces du musée de Capodimonte qui émerveille les amateurs d'art mais également grâce à la production active d'objets en porcelaine de Capodimonte qui représentent un souvenir caractéristique de l'Italie pour les touristes au même titre que l'art du verre de Murano à Venise.

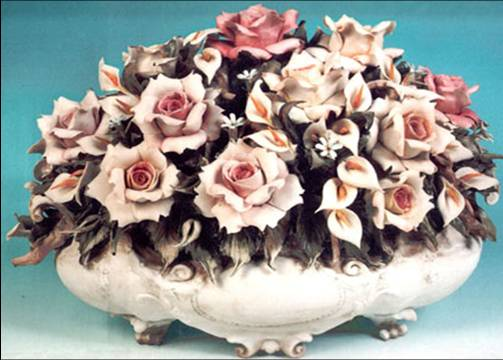
Composition florale.
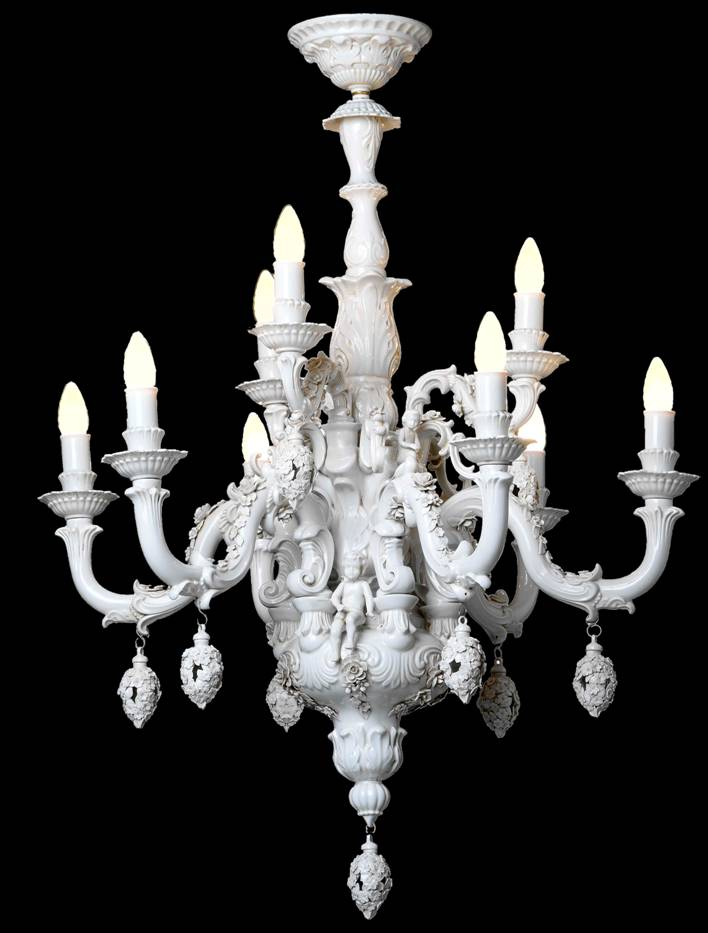
Lustre.
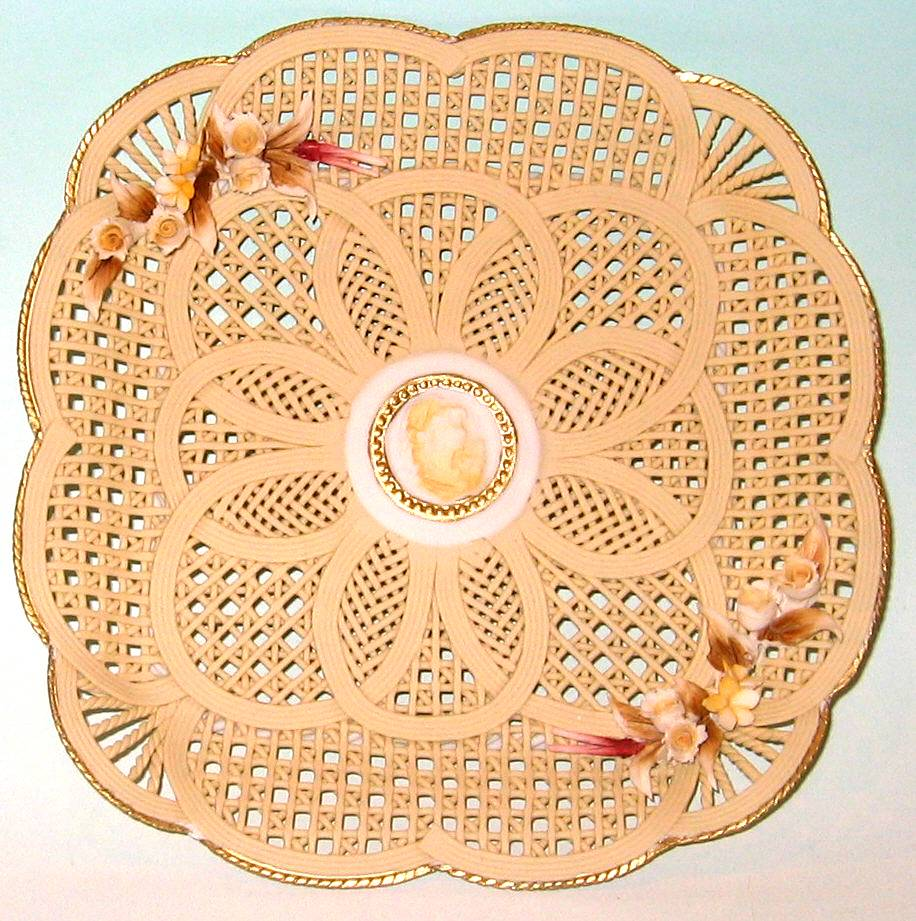
Plat imitant des spaghettis.
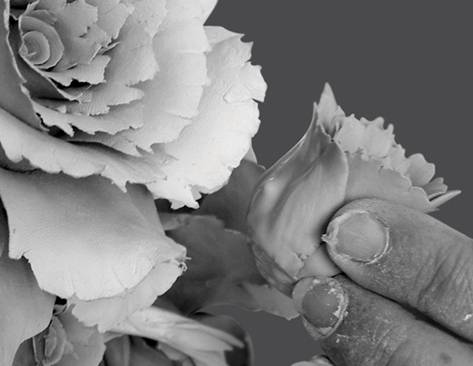